# 今井芳男
今井 芳男（いまい よしお、1929年5月7日 - 2021年6月14日）は、日本の経営者。びわこ銀行頭取を務めた。

## 来歴・人物
滋賀県出身。1953年に同志社大学経済学部を卒業し、同年に滋賀相互銀行に入行。1970年11月に取締役に就任し、1972年11月に常務、1980年5月に専務を経て、1985年5月に副社長に就任し、1986年6月には社長に昇格。1989年2月にびわこ銀行頭取に就任し、1999年6月に会長を経て、2001年6月に取締役相談役に就任。
1993年11月に藍綬褒章を受章。
2021年6月14日に肺炎のために死去。92歳没。